# Motala AIF Skrinnarna
Motala AIF Skrinnarna är en skridskoklubb från Motala. Klubben grundades 29 augusti 1907 och tillhör alliansföreningen Motala AIF.